# Лук Смит
Лук Смит (енгл. Luke Smith) измишљени је лик у британској научнофантастичној телевизијској серији Авантуре Саре Џејн, спинофу дугогодишње серије Доктор Ху. Лук је био један од главних ликова у Авантурама Саре Џејн, као и у телевизијским и аудио авантурама. Такође се појавио у три епизоде Доктора Хуа: дводелној „Украдена Земља” / „Крај путовања” (2008) и последњој епизоди Десетог Доктора, „Крај времена − Други део” (2010).
У оквиру наратива серије, Лук је људски архетип, створен од стране ванземаљске расе Бејна од хиљада узорака ДНК, којег усваја јунакиња серије Сара Џејн Смит (Елизабет Слејден). Лук је нека врста чуда од детета, које показује изузетан степен генија, али и ниво друштвене неспособности због тога што је рођен у адолесценцији.

## Историја лика

### Увод
Лук Смит је представљен као "архетип" у пробној епизоди Авантура Саре Џејн, новогодишњег специјала „Инвазија Бејна” (2007). Бејн познат као госпођа Вормвуд (Саманта Бонд) ствара Архетип од хиљада узорака ДНК узетих од посетилаца који обилазе своју фабрику пића Bubble Shock!. Ово омогућава Бејну да изврши тестове на архетипском човеку. Луке изгледа као обичан адолесцент, осим што му је недостајао пупак јер је одрастао, а не зачет и рођен природним путем. Поседује надљудску интелигенцију и изузетно еидетичко памћење.
Током једног обиласка фабрике, аларм се активирао када је мобилни телефон посетиоца Келси Хупер (Порша Лоренс Мавур) узнемирио мајку Бејна. Архетип се пробудио и наставио да бежи са посетиоцом Маријом Џексон (Јасмин Пејџ) и њеном суседом истраживачком новинарком Саром Џејн Смит (Елизабет Слејден). Пошто је мајка Бејн послала убице да убију групу, они се враћају да се суоче са Бејнима. Архетип спашава дан подсећајући на изузетно дуг низ бројева неопходан да изазове експлозију у фабрици Bubble Shock!. У расплету епизоде, Сара Џејн усваја дечака, дајући му име „Лук“, узимајући у обзир и имена „Хари“ и „Алистер“ по својим пријатељима Харију Саливену (Ијан Мартер) и бригадиру сер Алистеру Летбриџ-Стјуарту (Николас Кортни). Њен разумни суперрачунар господин Смит (коме глас даје Александар Армстронг) фалсификовао је и дистрибуирао сву неопходну папирологију да формализује усвајање. Сара Џејн открива Луку и Марији да је бивша путница кроз време, пошто је била сапутница Доктора (Џон Пертви и Том Бејкер) и да живи опасним животом истражујући ванземаљске инвазије и планове на Земљи.

### Серија
Осветом Слитинаца започиње 1. сезоне Авантура Саре Џејн (2007) и приказује Луков први дан у школи и његове потешкоће и рану тескобу у вези са Саром Џејн. Лук се борио да се прилагоди животу у школи због своје неспособности да лаже или савлада хумор и свог очигледног интелекта на нивоу генија који га издваја од његових другова из школе. Марија (која је такође нова у школи јер се недавно преселила у тај крај) и он су упознали и спријатељили се са Клајдом Ленџером (Данијел Ентони) док Лук постаје непријатељ Карла (Ентон Томпсон Мекормик), интелигентног дечака који му завиди на интелектуалној надмоћности без напора. Пријатељи откривају да су Карла и три члана особља у школи заменили чланови ванземаљске породице Слитинаца са Раксакорикофалапаторијуса и да је Лук несвесно помогао њиховом плану да угасе Сунце тако што им је дао потребну једначину да покрену машину која ће упити његову енергију. Лук је преварио Слитинце да ресетује своју машинерију и већина Слитинаца је остала заробљена у својој тајној просторији у школи и пукла.
Лук, Клајд и Марија помажу Сари Џејн против ванземаљских Горгона у њиховој другој авантури и ратном ванземаљцу Уводном у трећој. Заплет вандимензионалног негативца Шаљивџијеа брише и Лука и његову мајку из историје у причи Шта се догодило са Саром Џејн?, иако га је Марија успешно вратила у другом делу.
Сара Џејн је била приморана да одустане од Лука у завршници серијала Изгубљени дечак када  је један пар тврдио да је Лук њихов рођени син, доводећи у сумњу његово изворно порекло. Ово се касније испоставило као завера изворног Слитинца за кога је Лук веровао да га је убио и који покушава да искористи његове латентне психичке способности да телекинетички доведе Месец да се сруши на Земљу. Лук и Сара Џејн се поново повезују пошто је њихова завера осујећена.
Лук се помиње, али се не појављује, у епизоди Доктора Хуа из 4. серијала (2008) „Скрени лево“ у којој је завера Шаљивџије створила алтернативну стварност у којој је Доктор мртав. Сходно томе, Лук, Сара Џејн, Клајд и Марија умиру у алтернативној варијанти епизоде Доктора Хуа „Смит и Џоунсова“. Након тога, у завршници 4. серијала Доктора Хуа Лук, Сара Џејн, господин Смит и пас робот К9 су били сведоци инвазије Далека на Земљу. Пошто је Земља пребачена преко свемира ради употребе у Далечкој „Бомби стварности“, Лук помаже Десетом Доктору (Дејвид Тенант) и његовим сарадницима путем видео везе у коришћењу ТАРДИС-а у комбинацији са господином Смитом и Кардифским процепом за вучу Земље како би се вратила на своје право место.
Након тога, 2. сезона Авантура Саре Џејн (2008) приказује Лука како се растане од Марије када се она преселила у Америку у Последњем Сонтаранцу и спријатељио са новом девојком истраживачицом Рани Чандром (Анђли Мохиндра) која долази да открије ванземаљске активности са којима су Клајд, његова мајка и он укључени у Дану кловна. У серијалу 2. сезоне Искушење Саре Џејн Смит Лук упознаје своју баку и деку у заплету о путовању кроз време који је припремио Шаљивџија. У серијалу 3. сезоне Лудача на тавану (2009) један ванземаљац показује Луку визију будућности у којој се чини да дипломира на универзитету као млад. Он је уживо видео Доктора у Венчању Саре Џејн Смит и помогао му да победи Шаљивџију по трећи пут. Лук је био потпуно одсутан из дводелне Клопке вечности због школе из стварног живота Томија Најта. У завршници серијала Дар, однос Лука и Саре повремено постаје затегнут због потешкоћа у родитељству тинејџера. Због заразних спора ванземаљаца, Лук се по први пут разболео и замало умро, што је подстакло Сару Џејн да дигне оружје против њиховог непријатеља.
У завршном делу специјала Доктора Хуа „Крај времена“ (2010), Лука су замало ударила кола док је прелазио пут и разговарао на свом мобилном телефону. Доктор га је спасао пре него што му је почела регенерација. Доктор затим маше Сари Џејн и Луку пре него што је ушао у свој ТАРДИС и нестао. На почетку 4. сезоне Авантура Саре Џејн (2010), Лук је исписан током серијала Човек из кошмара, а лик је кренуо на Универзитет Оксфорд пошто је положио А нивое пре рока, мада се кратко појављивао од епизоде до епизоде у комуникацији са својим пријатељима и мајком преко веб камере. У завршници сезоне Збогом, Саро Џејн Смит, Лук се потпуно појављује у другом делу. Он се вратио са Оксфорда да помогне Рани и Клајду против подле ванземаљке Руби Вајт (Џули Грејем) чија је мајка заточена. Добро користи своју интелигенцију и уз помоћ К9 (који се налази у Оксфорду) на даљину побеђује Руби и спасава своју мајку. Такође се појављује у отварању 5. сезоне Скај (2011) на веб камери, а његова одећа је накнадно позајмљена Скај Смит (Синејд Мајкл), другом генетски измењеном детету које постаје Лукова усвојена сестра на крају серијала. Последњи пут се појавио у завршници сезоне Човек који није ни постојао. Када је дошао из Оксфорда, Лук и Скај су се коначно видели уживо и први пут се зближили.

### "Збогом, Саро Џејн"
Лук се даље појављује у Збогом, Сара Џејн (2020), епилогу за серију у којој се годинама након догађаја у главној серији сада изјаснио као хомосексуалац, срећно је ожењен и сада ради у ОЈУН-у. Док је био у Женеви, сазнао је да је Сара Џејн преминула и заједно са Клајдом и Рани организовао је њену сахрану на којој су јој сви одали почаст.

### Аудио драме
Најт је поновио своју улогу 2023. у другом тому Рани осваја свет, спин-офу аудио-драме "Big Finish"-а који је смештен петнаест година након догађаја у Авантурама Саре Џејн, поново се ујединивши са својим бившим колегама из екипе Анђли Мохиндром (Рани) и Данијелом Ентонијем (Клајд). Лук је помињан у првом тому серије „Ван Банерман роуда“, али се не појављује. Други том, „Освета Вормвудове“, објављен је у децембру 2023. и приказује повратак Саманте Бонд као госпође Вормвуд.

## Планирани развоји лика
Да серија није окончана Слејденином смрћу, Дејвис је намеравао да Лук буде хомосексуалац. Помиње се Луков пријатељ Санџеј за кога је Дејвис намеравао да буде правилно представљен као Луков дечко. Иако је ово био развој који је предложила мрежа (СВВС), Дејвис је ипак на крају одлучио да пресече реченицу која је наговестила овај развој у дводелном Човеку из комшара који је усредсређен на Лука. Реченица која је пресечена је из сцене у којој се Лук опрашта од Саре Џејн док одлази на универзитет.
Сара Џејн: Нека је са срећом на универзитету. Одрашћеш, наћи ћеш девојку.
Лук: (без руку) Можда буде и дечко!
Сара Џејн: Само да није Слитинац и биће добро!— Исечен дијалог из „Човека из кошмара“, како се сећа сценариста Расел Т. Дејвис.
Лука је одабрао Дејвис јер су продуценти "хтели да имамо хомосексуални лик на дечјем Би-Би-Сију. Само нормалан хомосексуални лик" и Лук је одговарао овом опису. Дејв Голдер из SFX-а је био критичан према овом резоновању и сматрао је да би лик неванземаљског порекла или без посебних способности, као што је Клајд, боље нагласио нормалност. За разлику од тога, уредници у Hypable-у су сматрали да се „назад” може видети да су неке Лукове „друштвено неугодне сцене” из раније у серији „предвидели Луково сексуално опредељење и чак су подстрекли неке такве фикције обожавалаца."
Мини епизода Збогом, Сара Џејн, објављена на званичном Јутјуб каналу Доктор Ху, потврдила је Лукову сексуалност јер каже да су он и Санџеј у браку пет година.